# Principis de Nuremberg

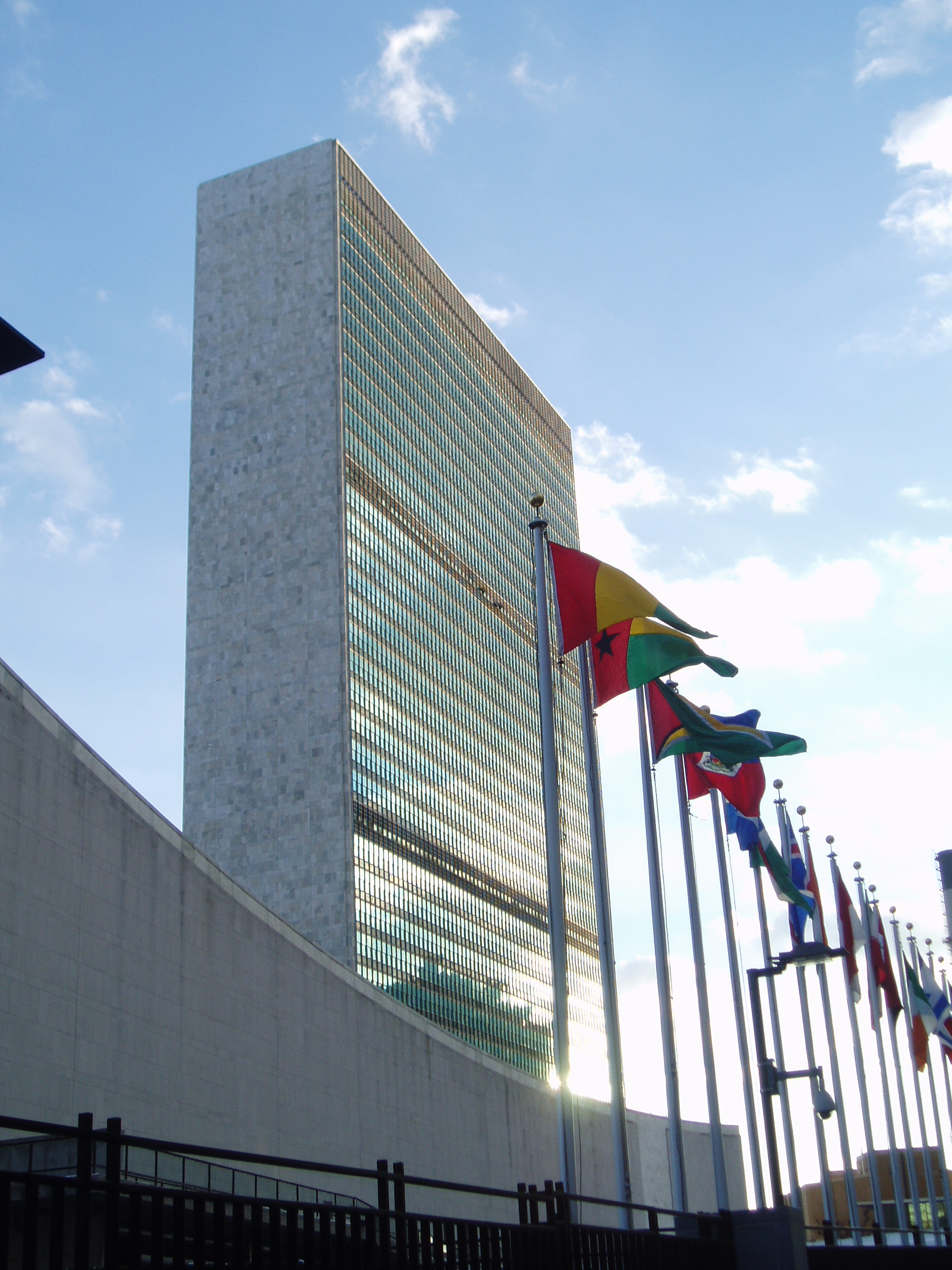
Edifici de les Nacions Unides.

Els Principis de Nuremberg són un conjunt de directrius que serveixen per determinar en què constitueix un crim de guerra. El document va ser elaborat per la Comissió de Dret internacional de les Nacions Unides posteriorment als judicis de Nuremberg per establir els principis legals que havien de regir contra delictes de guerra, contra la humanitat i contra la pau.
A la resolució número 177 (II), paràgraf (a) de l'Assemblea General de les Nacions Unides se li va sol·licitar a la Comissió de Dret internacional que "formulés els principis del dret internacional reconeguts a la Carta dels Judicis de Nuremberg i a les determinacions del tribunal".
Durant el curs de les seves deliberacions sobre aquest tema, va sorgir la pregunta si la comissió havia de determinar o no, i fins a quin punt els principis continguts a la carta i el judici constitueixen dret internacional. Es va concloure que atès que els principis de Nuremberg havien estat confirmats per l'Assemblea General, la tasca confiada a la comissió no era donar la seva apreciació sobre si els principis eren o no Dret internacional sinó només formular-los. El text redactat a continuació va ser aprovat per la comissió a la seva segona sessió. L'informe de comissió també conté comentaris sobre els principis.

## Principis
Els principis són els següents:

### Principi I
Qualsevol persona que cometi actes que constitueixin un crim sota les lleis internacionals, en serà responsable i, per tant, subjecte a càstig.

### Principi II
El fet que les lleis internes no imposin càstig per un acte que constitueixi un crim sota les lleis internacionals no eximeix la persona que va cometre l'acte de responsabilitat sota les lleis internacionals.

### Principi III
El fet que una persona que ha comès un acte que constitueix un crim sota les lleis internacionals sigui Cap de l'Estat o un oficial responsable del Govern no l'eximeix de la responsabilitat sota les lleis internacionals.

### Principi IV
El fet que una persona actuï sota les ordres del Govern o d'un superior no l'eximeix de la responsabilitat sota les lleis internacionals, sempre que es demostri que tenia possibilitat d'actuar d'una altra manera.

### Principi V
Qualsevol persona acusada d'un crim sota les lleis internacionals té el dret a un judici just davant la llei.

### Principi VI
Els crims que s'enumeren a partir d'aquí són considerats com a crims sota les lleis internacionals:
(a) Guerra d'agressió :
(i) La planificació, la preparació, la iniciació o el començament d'una guerra d'agressió, o una guerra que violi els tractats internacionals, els acords o les promeses;
(ii) La participació en un pla comú o conspiració per al compliment de qualsevol dels actes esmentats a (i).
(b) Crims de Guerra:
Les violacions de les lleis o costums de la guerra que inclouen, però no estan limitades a, assassinat, tracte inhumà o deportació com a esclaus o per a qualsevol altre propòsit de la població civil d'un territori ocupat, assassinat o tracte inhumà a presoners de guerra, persones sobre el mar, assassinat d'ostatges, pillatge de la propietat pública o privada, destrucció injustificada de ciutats, pobles o viles, o la devastació no justificada per la necessitat militar.
(c) Crims contra la humanitat :
Assassinat, extermini, esclavitud, deportació i qualsevol altre acte inhumà contra la població civil, o persecució per motius religiosos, racials o polítics, quan aquests actes o persecucions es fan en connexió amb qualsevol crim contra la pau o qualsevol crim de guerra.

### Principi VII
La complicitat en la comissió d'un crim contra la pau, un crim de guerra o un crim contra la humanitat tal com van ser exposats als principis VI, és un crim sota les lleis internacionals.

## Poder dels principis
En el període just abans de la signatura de la Carta de les Nacions Unides del 26 de juny de 1945, els governs participants en la seva redacció es van oposar a conferir a les Nacions Unides el poder legislatiu per promulgar normes vinculants del dret internacional. A més, també van rebutjar les propostes per conferir a l'⁣Assemblea General de les Nacions Unides la facultat d'imposar determinades convencions generals als estats a través d'alguna forma de majoria. No obstant això, hi va haver un fort suport per conferir a l'Assemblea General els poders més limitats d'estudi i recomanació, fet que va portar a l'adopció de l'article 13 al capítol IV de la Carta. Obliga l'Assemblea General de les Nacions Unides a iniciar estudis i fer recomanacions que afavoreixin el desenvolupament progressiu del dret internacional i la seva codificació. Els principis de Nuremberg van ser desenvolupats pels òrgans de l'ONU sota aquest mandat limitat.
A diferència del dret dels tractats, el dret internacional consuetudinari no està escrit. Per demostrar que una determinada norma és consuetudinària, cal demostrar que es reflecteix en la pràctica estatal i que existeix la convicció a la comunitat internacional que aquesta pràctica és necessària per llei. (Per exemple, els Judicis de Nuremberg van ser una "pràctica" del "dret internacional" dels Principis de Nuremberg; i aquesta "pràctica" va ser recolzada per la comunitat internacional.) En aquest context, "pràctica" es refereix a la pràctica estatal oficial i, per tant, inclou declaracions formals dels estats. És possible una pràctica contrària per part d'alguns estats. Si aquesta pràctica contrària és condemnada per altres estats, la regla es confirma.
El 1947, en virtut de la Resolució 177 (II), paràgraf (a), de l'Assemblea General de les Nacions Unides, es va ordenar a la Comissió de Dret Internacional "formular els principis del dret internacional reconeguts en la Carta del Tribunal de Nuremberg i en la sentència del Tribunal". En el transcurs de la consideració d'aquest tema, es va plantejar la qüestió de si la Comissió hauria d'esbrinar o no fins a quin punt els principis continguts en la Carta i la sentència constituïen principis del dret internacional. La conclusió va ser que atès que els Principis de Nuremberg havien estat afirmats per l'Assemblea General, la tasca encarregada a la Comissió no era expressar cap apreciació d'aquests principis com a principis del dret internacional sinó simplement formular-los. El text anterior va ser adoptat per la Comissió en la seva segona sessió. L'Informe de la Comissió també conté comentaris sobre els principis.

## Exemples del suport als principis

### L'Estatut de Roma de la Cort Penal Internacional de 1998
Pel que fa al Principi IV de Nuremberg, i la seva referència a la responsabilitat d'un individu, es podria argumentar que una versió de la defensa de les Ordres Superiors es pot trobar com a defensa dels crims internacionals a l'⁣Estatut de Roma de la Cort Penal Internacional. (L'Estatut de Roma es va acordar el 1998 com a document fundacional de la Cort Penal Internacional, establert per jutjar aquells individus acusats de greus crims internacionals.) L'article 33, titulat «Ordres superiors i prescripció de la llei», diu:
| « | 1. El fet que un delicte dins de la jurisdicció del tribunal hagi estat comès per una persona segons una ordre de govern o d’un superior, sigui militar o civil, no alleujarà aquesta persona de responsabilitat penal a menys que: - (a) La persona estava sota l'obligació legal d'obeir les ordres del govern o del superior en qüestió; - (b) La persona no sabia que la comanda era il·legal; i - (c) L'ordre no era manifestament il·legal. | » |

2. Als efectes d'aquest article, són manifestament il·legals les ordres de genocidi o crims de lesa humanitat.
Hi ha dues interpretacions d'aquest article:
- Aquesta formulació, especialment (1)(a), tot i que prohibeix efectivament l'ús de la Defensa de Nuremberg en relació amb els càrrecs de genocidi i crims contra la humanitat, sembla que permet utilitzar la Defensa de Nuremberg com a protecció contra els crims de guerra, sempre que es compleixin els criteris pertinents.
- No obstant això, aquesta interpretació de l'article 33 de la CPI està oberta a debat: per exemple, l'article 33 (1)(c) protegeix el demandat només si "l'ordre no era manifestament il·legal". L'"ordre" es podria considerar "il·legal" si considerem que el Principi IV de Nuremberg és la "llei" aplicable en aquest cas. Si és així, l'acusat no està protegit. La discussió sobre si el Principi de Nuremberg IV és o no la llei aplicable en aquest cas es troba en una discussió sobre el poder o la manca de poder dels Principis de Nuremberg.

### Canadà
El principi IV de Nuremberg, i la seva referència a la responsabilitat d'un individu,es van posar en qüestió al Canadà en el cas Hinzman v. Canadà. Jeremy Hinzman va ser un desertor de l'exèrcit nord-americà que va reclamar l'estatus de refugiat al Canadà com a objector de consciència, un dels molts resistents a la guerra de l'Iraq. L'advocat d'Hinzman, Jeffry House, havia plantejat anteriorment la qüestió de la legalitat de la guerra de l'Iraq com a influència en el seu cas. La sentència del Tribunal Federal va ser publicada el 31 de març de 2006 i va denegar la demanda de l'estatus de refugiat. En la decisió, la jutge Anne L. Mactavish va abordar la qüestió de la responsabilitat personal:
Una persona ha d'estar implicada a nivell de la formulació de polítiques per ser culpable d'un delicte contra la pau... no s'espera que el soldat ras normal faci la seva pròpia avaluació personal sobre la legalitat d'un conflicte. De la mateixa manera, aquesta persona no pot ser considerada penalment responsable de lluitar en suport d'una guerra il·legal, assumint que la seva conducta personal en temps de guerra és adequada.
El 15 de novembre de 2007, un quòrum de la Cort Suprema del Canadà format pels jutges Michel Bastarache, Rosalie Abella i Louise Charron va rebutjar una sol·licitud perquè el Tribunal conegués el cas en apel·lació, sense donar-ne els motius.